# Jaime Mariscal de Gante Moreno
Jaime Mariscal de Gante Moreno (Madrid, 26 de gener de 1920 - Madrid, 30 de març de 2005) va ser un policia i magistrat franquista espanyol, jutge d'instrucció del Tribunal d'Ordre Públic (TOP) entre 1966 i 1977.

## Trajectòria
Entre 1954 i el gener de 1966, Mariscal de Gante va ser comissari de la Brigada Político-Social a Saragossa. A partir d'aleshores va deixar el seu càrrec a la policia per a convertir-se en jutge d'instrucció del Tribunal d'Ordre Públic (TOP). Al capdavant de la magistratura van exercir durant tres períodes: entre el gener de 1966 i l'octubre de 1967, entre l'octubre de 1967 i l'agost de 1972, i entre l'agost de 1972 i el gener de 1977, data en la qual el tribunal va canviar d'imatge per passar a ser l'Audiència Nacional espanyola. Paral·lelament, a partir de 1974 va ser nomenat director general del Règim Jurídic de la Premsa i l'any 1976 director general de premsa del Ministeri d'Informació i Turisme d'Espanya.
Des del seu càrrec va jugar un destacat paper en les tasques de repressió jurisdiccional contra els mitjans de premsa i va instruir nombroses causes polítiques contra sindicalistes i activistes antifranquistes processats pel TOP.

## Vida privada
Mariscal de Gante va estar casat amb Margot Mirón Landart i va ser pare de cinc fills. Entre aquests s'hi troben José Manuel Mariscal de Gante Mirón, qui fou comissari en cap del districte madrileny de Ciudad Lineal i comissari de la policia espanyola a l'illa d'Eivissa, i Margarita Mariscal de Gante Mirón, ministra de justícia del primer govern d'Aznar i, des de 2012, consellera de comptes de la Secció d'Enjudiciament del Tribunal de Comptes espanyol. Un dels seus nets, Alejandro González Mariscal de Gante, també va formar part de la judicatura espanyola, concretament com a titular del Jutjat Contenciós-Administratiu número 2 de Palma i membre de la sala de govern del Tribunal Superior de Justícia de les Illes Balears des de 2019. Algunes de les decisions polèmiques durant el seu mandat van ser la suspensió del rescat de la concessió del Túnel de Sóller l'any 2017 i la prohibició de tombar el monòlit de la Feixina, el monument franquista més gros de la capital mallorquina.